# کلیسای تاماراک
کلیسای تاماراک (ارمنی: Տամարքի եկեղեցի) یک کلیسا متعلق به کلیسای حواری ارمنی واقع در شهر کیرانتس، استان تاووش ارمنستان می‌باشد. ساخت و ساز این ساختمان در سده ۱۲ام میلادی؛ به پایان رسید. این بنا به سبک معماری ارمنی طراحی شده است.